# Pero Jurković
Pero Jurković (Brštanica, 4. lipnja 1936. – Zagreb, 18. siječnja 2011.), professor emeritus na Katedri za financije zagrebačkoga Ekonomskog fakulteta i negdašnji guverner Hrvatske narodne banke.

## Životopis
Studirao je u Sarajevu (1960.), Skoplju i Zagrebu – gdje je i doktorirao 1976. godine. Radio je kao glavni računovođa u tvornici Neretva u Čapljini (1956. – 57.), kao službenik društvenoga planiranja i (1960. – 61.) i načelnik za gospodarstvo i poljoprivredu Čapljinske općine (1961. – 63.). U Mostaru je djelovao kao direktor Zavoda za ekonomiku (1963. – 67.), viši znanstveni suradnik pri istomu institutu te docent i izvanredni profesor na Fakultetu vanjske trgovine i ekonomskim fakultetima u Zagrebu i Mostaru (1967. – 80.). Jurković je od 1980. redoviti profesor javnih i poslovnih financija Ekonomskoga fakulteta Sveučilišta u Zagrebu. Godine 1992. postaje guvernerom Hrvatske narodne banke, koju je dužnost obavljao do 1996. Imenovan je i glavnim savjetnikom Predsjednika Republike Hrvatske za gospodarstvo (1997. – 2000.). Osnivač je Hrvatskoga instituta za bankarstvo i osiguranje u Zagrebu, te njegov prvi ravnatelj (1997. – 2000.), a bio je i članom Savjeta HNB-a do 15. srpnja 2000. Jurković je bio i članom Ravnateljstva Leksikografskog zavoda »Miroslav Krleža« (do 1999.) te članom Vijeća za strateške odluke, kao savjetodavnoga tijela Predsjednika Republike,

## Znanstveni rad
Bio je članom Međunarodnoga instituta za financije u Saarbrückenu, Međunarodne udruge ekonomista. Bio je gostujućim profesorom na sveučilištima u Rotterdamu, Londonu, Lexingtonu i Fla. Dobitnikom je više priznanja, uključujući nagrade »B. Adžija«, »Mijo Mirković«.
Jurković je bio guvernerom HNB u vrijeme Stabilizacijskog programa te uvođenja kune.
Autor je preko 300 znanstvenih i stručnih radova, od kojih oko 20 objavljenih u inozemstvu te knjiga iz područja javnih i poslovnih financija te društvenih djelatnosti i stanovanja.
Bio je nositeljem više državnih odlikovanja, Velereda kralja Dmitra Zvonimira s lentom i Danicom, Reda Ante Starčevića, Reda Danice hrvatske s likom Blaža Lorkovića i Reda hrvatskoga pletera.

## Knjige
- (Vladimir Jirasek) Matematika : za IV razred ekonomskih škola, 1968., 1973., 1975., 1977., izradio crteže;
- Bankovno kreditiranje stambene izgradnje, 1972., s Lazom Antićem;
- Financiranje stambene izgradnje u Jugoslaviji, 1973.;
- Fiskalni sistem i fiskalna politika, 1975.;
- Uvod u teoriju ekonomske politike, 1975.;
- Sistem društvenog financiranja : sinteza istraživačkog rada - II faza makroprojekta »Privredni sistem SFRJ«, 1976., 1977., s Ksentom Bogoevim;
- Fiskalna politika u ekonomskoj teoriji i praksi, 1977., 1989.;
- Uvod u teoriju ekonomske politike, 1978., 1981., 1988. (sa Zoranom Jašićem);
- Poslovne financije, 1980., 1984., redaktor i koautor;
- Analiza ekonomskog položaja društvenih djelatnosti u razdoblju od 1977 do 1982. godine, 1985.;
- Osnove ekonomike društvenih djelatnosti, 1986., ISBN 86-80219-04-5;
- Hrvatska između rata i samostalnosti, 1991., zajedno s Dušanom Bilandžićem et al.;
- Poslovni rječnik, 1991., gl. redaktor (urednik) i koautor, 1995.;
- Prodaja dionica i ulaganje kapitala u Hrvatsku, 1994., 4. izd., s Jakšom Barbićem et al.;
- Javne financije, 2002.